# بلکمن (تنسی)
بلکمن (به انگلیسی: Blackman) یک منطقهٔ مسکونی در ایالات متحده آمریکا است که در شهرستان رادرفورد، تنسی واقع شده‌است. بلکمن ۱۸۲٫۸۸ متر بالاتر از سطح دریا واقع شده‌است.